# La Construction du bonheur
 (avril 2018).
La Construction du bonheur est le titre d'un essai 
de Robert Misrahi paru en 2012.
Il est accompagné d'un DVD contenant le film de Dominique-Emmanuel Blanchard, La Construction du bonheur par Robert Misrahi, sur un scénario de l'auteur et de Nicolas Martin.

## Présentation
Robert Misrahi utilise des notions qu'il a définies et détaillées dans 100 mots pour construire son bonheur.

### Le livre
L'essai est divisé en cinq chapitres : 
1. La diffusion d'une expérience
2. La fascination de l'image
3. La mise en chantier
4. Les premiers tournages
5. La création

### Le film
C'est Nicolas Martin qui a proposé au philosophe de réaliser un film sur sa vie et sur sa pensée. Il collabore avec Dominique-Emmanuel Blanchard pour la réalisation,« Bande annonce du film », sur dailymotion (consulté le 30 octobre 2017).
Le film est composé de quatre parties :
1. Le désir
2. La crise
3. La conversion
4. Le bonheur